# Zam Helga
Zam Helga (* 1968 in Neustadt an der Weinstraße) ist ein deutscher Musiker. Er trat als Solomusiker sowie als Sänger und Gitarrist bei den Bands Helga Pictures und Rauhfaser in Erscheinung. Sein bürgerlicher Name lautet Sascha Schuppert-Raetzer.

## Werdegang
Zam Helga wuchs in Paderborn auf. Im Alter von 11 Jahren begann er mit dem Gitarrenspiel und stand mit 15 erstmals öffentlich auf der Bühne. Er spielte dann in der Stuttgarter Gruppe Anyone’s Daughter. Mitte der 1980er Jahre war er Frontmann (Gitarre/Gesang) des Rockquartetts Myron Dust, unter anderen mit Frank Simon an der Hammond-Orgel. Mit zwei Freunden gründete er 1989 die Rockgruppe Helga Pictures. Die Band konnte zwar Achtungserfolge feiern, unter anderem ein Plattenvertrag, Auftritte beim Bizarre-Festival und WDR-Rockpalast und Touren als Vorgruppe von New Model Army, Bob Geldof und Blur; der große Durchbruch blieb der Gruppe jedoch verwehrt und 1994 lösten sich die Helga Pictures im Streit wieder auf. 
Fortan musizierte Zam Helga alleine, fand jedoch rasch Begleitgruppen. 1994 erschien sein erstes Solo-Album Zolo in Zulu. Auf diesem komplett englischsprachigen Album wurde er von der Gruppe Outa Space Kindergarten unterstützt. Ab 1995 waren alle seiner Lieder, die bisher ausschließlich englisch waren, auf Deutsch mit oft tiefgründigen Texten. In den Friends of Zulu fand Zam Helga eine künftige Begleitband, unter deren Mitwirkung 1996 das Album Venus veröffentlicht wurde. Als Zam Helga und die Zulus erreichte man auch bescheidenen Ruhm: Festivalauftritte, wie beim Strange Noise Festival, Auftritte bei VIVA und 1997 eine Comet-Nominierung. 
1998 gab er Gesangsunterricht an der Schorndorfer Jugendmusikschule, Fachbereich Popularmusik. 1999 gründete er mit zwei Freunden, Morscher und Tira, die Band Rauhfaser. Die Gruppe erlangte Beachtung (Plattenvertrag, Album, drei Singles und Musikvideos), doch ab 2005 tourte Zam Helga wieder solo und arbeitete an den beiden Solo-Alben Ninive und Monster. Das eine ist als Rockscheibe, das andere als Akustikalbum konzipiert. 2007 schrieb Zam Helga das Lied „Sonnenkalt“ für den Musiker Eric Fish, das dieser auf dem Album „Gegen den Strom“ veröffentlichte. Nach mehrjähriger Planung und Produktion erschien am 20. März 2015 das Album Monster.

## Diskografie
Alben
- 1991: Helga Pictures (mit Helga Pictures)
- 1993: Build It Up (mit Helga Pictures)
- 1994: Zolo in Zulu (solo)
- 1996: Venus (solo)
- 2000: Netropol (mit Rauhfaser)
- 2015: Monster (solo)
- 2020: Königskind (mit Friends of Zulu)